# Django 3000
Django 3000 est un groupe allemand de pop, folk et rock, originaire de Chiemgau, en Haute-Bavière, qui chante en bavarois.

## Histoire
Le trio originaire de Chiemgau, en Haute-Bavière, se nomme d'après le guitariste de jazz Django Reinhardt et son « swing manouche », en référence à leur propre orientation vers cette musique avec violon, guitare acoustique et contrebasse. En 2011, ils mettent en ligne une vidéo de leur morceau Heidi sur la plateforme YouTube, ce qui leur vaut une grande attention. Ils obtiennent un contrat d'enregistrement chez Seven Days Music, et sortent leur premier album en mars 2012 sous le nom de groupe Django 3000. Leur deuxième album, Hopaaa!, sort sur le label südpolrecords, et les albums Bonaparty et Bonaparty Live chez RCA / Sony Music.
Leur morceau Heidi est choisi à l'automne 2012 comme thème de la nouvelle série télévisée Die Garmisch-Cops de la ZDF. Des apparitions télévisées suivent, entre autres dans Inas Nacht, le Stadlshow ou en décembre 2015 dans le cadre de l'émission Rock the Classic avec Wigald Boning.
Au fil du temps, le groupe se fait également un nom sur la scène des festivals. Ainsi, ils jouent entre autres à l'Open Air am Berg près d'Eichstätt, au Taubertal-Festival, au Chiemsee Summer, à l'Open Flair, au Montreux Jazz Festival, au Donauinselfest, au Gampel Open Air, et au St. Gallen Open Air.

## Discographie

### Albums studio
- 2012 : Django 3000 (85e en Allemagne[13])
- 2013 : Hopaaa! (39e en Allemagne[13])
- 2015 : Bonaparty (19e en Allemagne[13], 75e en Autriche[14])
- 2015 : Django 3000 – Live!
- 2017 : Im Sturm (40e en Allemagne[13], 41e en Autriche[14])
- 2018 : Unplugged EP
- 2019 : Django 4000 (68e en Allemagne[13])
- 2022 : AliBabo

### Participations
- 2011 : Heidi (musique : Florian R. Starflinger / paroles : Lorenz Schmid)
- 2012 : Zeit fia ois (musique : Florian R. Starflinger / paroles : Lorenz Schmid)
- 2013 : Danz ums Feia (musique et paroles : Kamil Müller)
- 2013 : Wuide weide Welt (musique : Florian R. Starflinger / paroles : Stefan Dressler)
- 2015 : Bonaparty (musique et paroles : Django 3000)
- 2015 : Gib ma Flügl (musique : Django 3000, W. A. Mozart / paroles : Django 3000, Christian F. Arsan)
- 2017 : Im Sturm (musique : Django 3000 / paroles : Kamil Müller, Stefan Arno Dressler)
- 2017 : Dreggade Dog (musique : Django 3000 / paroles : Kamil Müller, Stefan Arno Dressler)
- 2017 : Lem versaut (musique : Django 3000 / paroles : Kamil Müller, Stefan Arno Dressler, Florian Starflinger)